# Ахундов, Исмаил Абдулхалыг оглы
Исмаил Абдулхалыг оглы Ахундов (8 декабря 1897, Шемаха — 1952, Баку) — доктор медицинских наук, советский учёный-тропиколог, педагог и организатор здравоохранения. В 1927 году он, успешно защитив докторскую диссертацию, стал первым азербайджанским профессором-тропикологом.

## Биография
До 1931 года профессор И. А. Ахундов работал паразитологом-энтомологом в тропическом отделении Бакинского института эпидемиологии и микробиологии, а с 1931 года непрерывно заведовал энтомологическим отделом Азербайджанского тропического института. Более 15 лет он работал доцентом кафедры тропических болезней Азербайджанского медицинского института, а с 1942 года заведовал кафедрой эпидемиологии того же института. До Великой Отечественной войны профессор И. А. Ахундов работал также заведующим кафедрой эпидемиологии Азербайджанского института усовершенствования врачей и одновременно директором Бакинской тропической станции. В период Великой Отечественной войны был главным эпидемиологом Закавказского фронта.
И. А. Ахундов в течение долгих лет возглавлял малярийный отдел Министерства Здравоохранения Азербайджанской ССР, где показал себя умелым руководителем и большим организатором. Научная деятельность И. А. Ахундова, начатая ещё в середине двадцатых в Германии, где он учился и специализировался в качестве госстипендиата Советского правительства, была многогранной и направлена на разрешение многих актуальных вопросов паразитологии в Азербайджане. С его именем, в частности, связано развитие медицинской энтомологии в Азербайджанской ССР; в этой области им написано более 40 работ. Монография профессора И. А. Ахундова «Малярия и Culicidae в Азербайджане», вышедшая из печати в 1940 году, являлась ценным пособием для врачей-паразитологов и энтомологов республики. Составленной им картой географического распространения кровососущих комаров в Азербайджанской ССР и в настоящее время широко пользуются многие специалисты, занимающиеся в этой области. В 1931 году впервые И. А. Ахундовым был обнаружен в Азербайджане Stegomiya fasciata — переносчик жёлтой лихорадки и денге.

## Труды
- Малярия и Culicidae в Азербайджане. — Баку, 1940.

## Награды
Его большая и плодотворная научно-педагогическая и организаторская работа была отмечена правительственными наградами:
- орденом «Знак почета»,
- медалями
  - «За оборону Кавказа»,
  - «За победу над Германией»,
  - «За доблестный труд в Великой Отечественной войне»,
- значком «Отличнику здравоохранения»,
- благодарностями Министерства здравоохранения СССР и военного командования.